# Östbo och Västbo domsagas tingslag
Östbo och Västbo domsagas tingslag var ett tingslag i Jönköpings län.
Tingslaget bildades den 1 januari 1948 (enligt beslut den 10 juli 1947) genom av ett samgående av Östbo tingslag och Västbo tingslag. Den 1 januari 1971 upplöstes tingslaget och verksamheten överfördes till Värnamo tingsrätt.
Tingslaget ingick i Östbo och Västbo domsaga.

## Omfattning
Tingslaget omfattade Östbo och Västbo härader.

### Kommuner
Tingslaget bestod den 1 januari 1952 av följande kommuner:
- Anderstorps landskommun
- Bors landskommun
- Bredaryds landskommun
- Burseryds landskommun
- Forsheda landskommun
- Gislaveds köping
- Gnosjö landskommun
- Hylte landskommun
- Klevshults landskommun
- Reftele landskommun
- Rydaholms landskommun
- Skillingaryds köping
- Unnaryds landskommun
- Vaggeryds köping
- Villstads landskommun
- Värnamo stad